# Judith Sehrbrock
Judith Sehrbrock (* 8. Februar 1973 in Freiburg im Breisgau) ist eine deutsche Schauspielerin.

## Leben
Erste Kontakte zum Schauspiel gewann Sehrbrock bereits in der Schule: Seit dem sechsten Schuljahr nahm sie an der Theater-AG ihres Gymnasiums teil. Nach dem Abitur lebte sie ein Jahr in Frankreich.
Sehrbrock studierte von 1995 bis 1998 an der Stage School Hamburg das Fach Musical. Ihre erste Bühnenrolle erhielt sie im Anschluss im Musical Popcorn. In der Spielzeit 1998/99 hatte Judith Sehrbrock ein Engagement in Hamburg und wechselte ein Jahr später an ein Berliner Theater.
Ihre erste Filmrolle erhielt sie ebenfalls im Jahr 1998 in der Sat.1-Serie Alphateam – Die Lebensretter im OP. Es folgten weitere Fernsehproduktionen, wie z. B. Die Wache (2003, RTL) und Siebenstein (2004, ZDF) sowie in den Jahren 2000 bis 2003 die Rolle der Inhaftierten Martina Vattke in der RTL-Serie Hinter Gittern – Der Frauenknast.

## Filmografie
- 1998: Alphateam – Die Lebensretter im OP
- 1998: Tempo, Tanz und Tränen
- 2000–2003: Hinter Gittern – Der Frauenknast, Fernsehserie
- 2003: Die Wache, Episode
- 2004: Siebenstein, Fernsehserie
- 2004: Open, Kurzfilm
- 2006: The turning of the earth, Kurzfilm
- 2007: Ein Fall für Nadja, Fernsehserie
- 2009: Klinik am Alex
- 2010: Ennea, Webserie
- 2010: Ferngesteuert, Kurzfilm
- seit 2010: SOKO Leipzig
- 2011: SOKO Wismar
- 2014: Unter Anklage: Der Fall Harry Wörz
- 2015: Armans Geheimnis
- 2016: Tatverdacht – Team Frankfurt ermittelt
- 2016: Notruf Hafenkante
- 2017: Beutolomäus und der wahre Weihnachtsmann
- 2017: Chekhov on the road (Webserie)
- 2018: Tatort: Mord ex Machina
- 2018: Der Ranger – Paradies Heimat: Wolfsspuren
- 2018: Die Bergretter
- 2020: WaPo Berlin
- 2020: Notruf Hafenkante (Fernsehserie, Episode Immer am Limit)
- 2020: In aller Freundschaft – Die jungen Ärzte (Fernsehserie, Episode Zwickmühle)
- 2020–2021: Rote Rosen
- 2021: Aktenzeichen XY … ungelöst
- 2023: SOKO Wismar – Ein letzter Schluck
- 2025: SOKO Wismar – Scheidewege

## Synchronisation
- 2004: Tarot in Marseille

## Bühnenrollen (Auswahl)
- 1998: Hexenjagd von Tennessee Williams als John Willard (Hamburg)
- 1998: Flori als Tänzerin (Niedernhausen)
- 1998: Planet X als Schwester (Hamburg)
- 1998: Popcorn als Velvet Delamitri (Hamburg)
- 1999: Spiel verkehrt als Judith (Hamburg)
- 2000: Gerlinde verdreht als Lydia (Berlin)